# Atheta celata
Atheta celata es una especie de escarabajo del género Atheta, familia Staphylinidae. Fue descrita científicamente por Erichson en 1837.
Habita en Suecia, Reino Unido, Noruega, Finlandia, Países Bajos, Austria, Polonia, Rusia, Alemania, Ucrania, Estados Unidos, Estonia, Luxemburgo, Canadá, Dinamarca, Francia, Islandia, Italia, Corea, Letonia y Turquía.